# Peru (Kansas)
Peru ist eine City im Chautauqua County im US-Bundesstaat Kansas. Das U.S. Census Bureau hat bei der Volkszählung 2020 eine Einwohnerzahl von 101 ermittelt.

## Geographie
Peru liegt im Südosten des Bundesstaates in der Nähe der Grenze zu Oklahoma. Sie liegt 255 Kilometer südlich von Kansas City und Topeka, 127 Kilometer östlich von Wichita, 105 Kilometer nördlich von Tulsa und 219 Kilometer nordöstlich von Oklahoma City. Das Stadtgebiet hat eine Fläche von 1,0 km². Nachbargemeinden sind Chautauqua, Niotaze und Sedan.

## Verkehr
Peru liegt am US-Highway 166. Der nächste Flughafen Independence Municipal Airport liegt in Independence.

## Demografische Daten
Das durchschnittliche Einkommen eines Haushalts liegt bei 25.208 USD, das durchschnittliche Einkommen einer Familie bei 31.875 USD. Männer haben ein durchschnittliches Einkommen von 15.625 USD gegenüber den Frauen mit durchschnittlich 12.143 USD. Das Pro-Kopf-Einkommen liegt bei 13.810 USD.
11,9 % der Einwohner und 6,4 % der Familien leben unterhalb der Armutsgrenze.
13,3 % der Einwohner sind unter 18 Jahre alt und auf 100 Frauen ab 18 Jahren und darüber kommen statistisch 101,4 Männer. Das Durchschnittsalter beträgt 42 Jahre (Stand: 2000).